# Nikohl Boosheri
Nikohl Boosheri es una actriz iraní con ciudadanía canadiense. Es conocida por su papel de Adena El-Amin en The Bold Type de Freeform.

## Biografía
Boosheri nació en Pakistán de padres iraníes mientras sus padres huían de Irán y se mudaron a Canadá cuando ella tenía 2 meses. Ella nunca ha estado en Irán. Habla inglés y persa.

## Filmografía

### Cine
| Año  | Título          | Papel         |
| ---- | --------------- | ------------- |
| 2011 | Circumstance    | Atafeh Hakimi |
| 2013 | Farah Goes Bang | Farah Mahtab  |
| 2018 | The Wedding     | Sara          |
| 2020 | Alia's Birth    | Tess          |
| 2021 | See You Then    | Julie         |
| 2025 | Rule Breakers   | Roya Mahboob  |

### Televisión
| Año       | Título             | Papel         | Notas                                                                                 |
| --------- | ------------------ | ------------- | ------------------------------------------------------------------------------------- |
| 2010      | Tower Prep         | Assistant     | Episodio: "Snitch"                                                                    |
| 2012      | Continuum          | Laura Kellog  | Episodio: "Laura"                                                                     |
| 2013      | Futurestates       | Sonia Elhami  | Episodio: "Refuge"                                                                    |
| 2015      | Seeds of Yesterday | Toni          | Película de televisión                                                                |
| 2016      | Supergirl          | Kelly Soto    | Episodio: "Changing"                                                                  |
| 2017–2021 | The Bold Type      | Adena El-Amin | Recurrrente (temporada 1, 3–5), 14 episodios, protagonista (temporada 2), 8 episodios |
| 2018      | Altered Carbon     | Nalan Ertekin | Episodios: "The Killers" y "In a Lonely Place"                                        |